# WMHC Avanti
Winterswijkse Mixed Hockey Club Avanti is een hockeyclub uit Winterswijk.